# Сидоренко, Владислав Викторович
Сидоренко, Владислав Викторович (р. 27 июля 1961 года, Красноярск) — известный учёный-математик, преподаватель. Доктор физико-математических наук (1997), профессор МФТИ (2007). Лауреат гранта академии наук России для выдающихся учёных, 2004, член диссертационного совета по спец. 01.02.01 Мехмата МГУ, член редакции журнала Celestial Mechanics and Dynamical Astronomy изд-ва Springer.

## Научная биография
Окончил среднюю школу № 75 г. Красноярска (1978), ФУПМ МФТИ в 1984 г. С 1984 по 1987 — аспирант Института прикладной математики им. М. В. Келдыша РАН.
Диссертацию на звание к.ф.-м.н. защитил в 1988 г. (01.02.01 — теоретическая механика), работу «Исследование квазистационарных движений механических систем» на звание д.ф.-м.н. — в 1997 г. (01.02.01).
В настоящее время[уточнить] является ведущим научным сотрудником отд. № 5 ИПМ РАН, в.н.с. лаборатории перспективных систем управления ФАКИ МФТИ.

## Научно-организационная и преподавательская деятельность
- Ведёт занятия в качестве проф. каф. теоретической механики МФТИ.
- С 1 марта 2014 является членом редакции журнала Celestial Mechanics and Dynamical Astronomy изд-ва Springer[3].
- с 8 июня 2017 является членом Диссертационного совета МГУ.01.10, по спец. «01.02.01» — Теоретическая механика (физ.-мат. науки) Мехмата МГУ им. М. В. Ломоносова[3].

Проф. В. В. Сидоренко является членом Московского математического общества и членом Международного астрономического союза.

## Основные научные результаты
В областях
- небесная механика;
- нелинейная динамика.

Научные результаты В. В. Сидоренко относятся к разным разделам небесной механики и механики космического полёта. В серии работ в соавторстве с Д. Шиерсом, А. И. Нейштадтом, А. А. Васильевым он построил теорию эволюции вращательного движения кометного ядра в рамках эмпирической модели, описывающей формирование реактивных сил при сублимации вещества с поверхности ядра. Ряд публикаций В. В. Сидоренко посвящён анализу периодических движений небесных тел (в частности, изучению устойчивости таких движений).
Ещё одно направление его исследований — изучение резонансов средних движений (РСД). Существенно модифицировав предложенный Дж. Уиздомом «адиабатический подход», В. В. Сидоренко установил условия формирования и разрушения квазиспутниковых движений небесных тел, интерпретируя их как РСД 1:1. Аналогичным образом была исследована динамика «прыгающих» троянцев — астероидов, пребывающих достаточно длительное время в окрестности одной треугольной точки либрации, а затем перемещающиеся в окрестность другой треугольной точки либрации. Ему также удалось интерпретировать как резонансное явление «эксцентрический» эффект Лидова-Козаи, приводящий к смене направления орбитального движения небесных тел.

## Основные научные труды и учебные пособия
В. В. Сидоренко обнародовал более 54-х научных трудов.
Количество цитирований статей в журналах:
- по данным Web of Science: 4,
- Scopus: 4[3].

## Учебные пособия
- Сидоренко В. В. Малые колебания в механических системах. — М.: МФТИ, 2004.
- Сидоренко В. В. Уравнение Гамильтона-Якоби. — М.: МФТИ, 2006. 31 с.
- Сидоренко В. В. Ветвление положений равновесия и стационарных движений. — М.: МФТИ, 2014.

Лекции по курсу «Теория колебаний»:
1. Исследование движения в консервативной системе с одной степенью свободы
2. Применение эллиптических функций для интегрирования уравнений нелинейных колебаний
3. Связь амплитуды и периода нелинейных колебаний